# Ibusuki

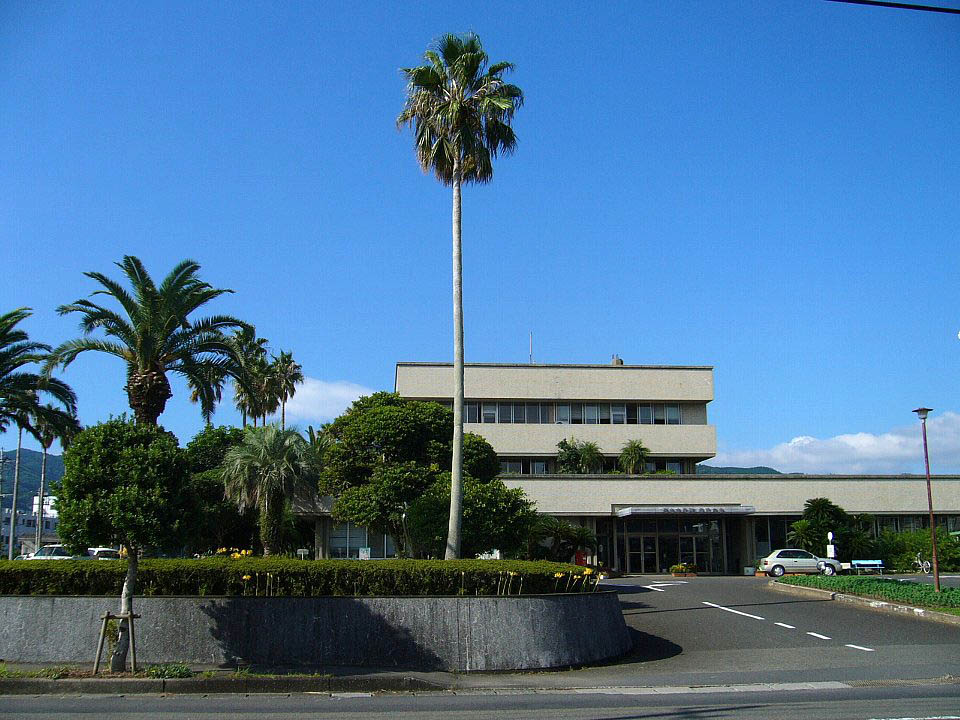
Rådhuset i Ibusuki

Ibusuki (japanska: 指宿市?, Ibusuki-shi) är en stad i södra Japan, och är belägen vid Kagoshimabukten i prefekturen Kagoshima. Ibusuki fick stadsrättigheter den 1 april 1954, och området utökades den 1 januari 2006 då kommunerna Kaimon och Yamagawa slogs samman med staden. Staden ligger söder om Kagoshima, och ingår i denna stads storstadsområde.